# Paul Seymour (cestista)
Paul Norman Seymour (Toledo, 30 gennaio 1928 – Jensen Beach, 5 maggio 1998) è stato un cestista e allenatore di pallacanestro statunitense, professionista nella PBLA, nella NBL e nella NBA.

## Palmarès

### Giocatore
- All-PBLA Second Team (1948)
- Campionato NBA: 1

Syracuse Nationals: 1955
- 2 volte All-NBA Second Team (1954, 1955)
- 3 volte NBA All-Star (1953, 1954, 1955)

### Allenatore
- Allenatore all'NBA All-Star Game (1961)